# Kulcs, Fejér
Kulcs  este un sat în districtul Dunaújváros, județul Fejér, Ungaria, având o populație de 2.610 locuitori (2011). 

## Demografie
Componența etnică a satului Kulcs
     Maghiari (95,78%)
     Germani (1,24%)
     Necunoscut (1,19%)
     Alții (1,79%)
Componența confesională a satului Kulcs
     Fără religie (29,5%)
     Romano-catolici (28,62%)
     Reformați (6,67%)
     Atei (1,92%)
     Necunoscută (31,76%)
     Alte religii (2,57%)
Conform recensământului din 2011, satul Kulcs avea 2.610 locuitori. Din punct de vedere etnic, majoritatea locuitorilor (95,78%) erau maghiari, cu o minoritate de germani (1,24%). Apartenența etnică nu este cunoscută în cazul a 1,19% din locuitori. Nu există o religie majoritară, locuitorii fiind persoane fără religie (29,5%), romano-catolici (28,62%), reformați (6,67%) și atei (1,92%). Pentru 31,76% din locuitori nu este cunoscută apartenența confesională.